# Hłubelek
Hłubelek (biał. Глубелька, Hłubielka) – jezioro w północnej części Białorusi, w obwodzie mińskim, w rejonie miadzielskim, w sielsowiecie Świr.

## Charakterystyka
Jezioro położone jest w dorzeczu Straczy, 35 km na północny zachód od miasta Miadzioł, 2,5 km na północny wschód od wsi Olszew, w granicach Parku Krajobrazowego „Błękitne Jeziora”. Jego powierzchnia wynosi 0,09 km², głębokość maksymalna – 17 m, długość – 0,52 km, szerokość maksymalna – 0,35 km, długość linii brzegowej – 1,66 km, objętość wody – 0,55 mln m³, powierzchnia zlewiska – 0,41 km². Na środku znajduje się wyspa o powierzchni 0,1 ha. Do zbiornika od wschodu wpływa strumień z jeziora Jerezmieniec, od zachodu wypływa strumień do jeziora Hłubel.
Stoki misy jeziora mają wysokość 10–20 m, na wschodzie do 35 m, piaszczyste i piaszczysto-żwirowe, pokryte lasem. Brzegi są niskie, zabagnione i pokryte krzewami, na wschodzie i północnym zachodzie zlewają się ze stokami. Dno pokryte jest sapropelem. Jezioro odznacza się wysoką przejrzystością i czystością wody, a także malowniczym otoczeniem. Pas roślinności wzdłuż brzegów ma szerokość 10 m. Występuje w nim kłoć – rzadka na Białorusi, chroniona roślina, wpisana do republikańskiej Czerwonej Księgi.
Jezioro w latach 1922–1939 (1945) leżało na terytorium II Rzeczypospolitej.